# Laurie Cholewa
Laurie Cholewa, née le 25 octobre 1980, est une animatrice de radio et de télévision française.

## Biographie

### Origines et formation
Née dans une famille d'origine polonaise et juive ashkénaze, Laurie Cholewa est titulaire d'une maîtrise en droit des affaires de la Sorbonne.

### Carrière
Elle débute sur M6 en l'an 2000 pour l'actualité du cinéma Ciné 6 après le départ de Laurent Weil pour Canal+ puis sur Direct 8 en mars 2005, et présente les émissions TNT Show, Ça tourne et L'École des stars. Elle est également chroniqueuse dans l'émission Morandini !.
En 2010, elle rejoint le groupe France Télévisions pour animer un nouveau programme de variétés, Encore une chanson, en direct et en prime time sur France 2 le samedi 24 avril 2010. L'émission est supprimée à cause des audiences trop faibles (2,74 millions de téléspectateurs, soit 14,1 % du public). Laurie a présenté également pendant quelques semaines Dans l'univers de, où elle retrace la vie d'un invité en chansons. Là aussi, l'émission est rapidement arrêtée.
Elle a créé sa société de production, PAT productions, et coproduit un prime-time spécial Abba sur France 3 ainsi que le talent show Encore une chance sur NRJ 12 réunissant plusieurs candidats malchanceux des télé-crochets Star Academy, Popstars, Nouvelle Star et X Factor.
En avril 2012, elle est la maîtresse de cérémonie du Festival 2 cinéma de Valenciennes.
À partir de mars 2012, Laurie Cholewa essaie de monter l’évènement Leurs voix pour l'espoir, un concert caritatif multi-artistes organisé afin de récolter des fonds pour la lutte contre le cancer du pancréas. Le 15 septembre 2012 a donc lieu la première édition de ce concert caritatif dont l'intégralité des fonds est reversée à la fondation ARCAD. De nombreux artistes sont présents pour soutenir la cause : Patrick Bruel, Christophe Maé, Dany Brillant, Julie Zenatti, Natacha St Pier, Mickaël Miro, Franck Dubosc, etc.
D'août 2012 à juillet 2013, elle retrouve Jean-Marc Morandini pour la quotidienne Vous êtes en direct, sur NRJ 12.
En 2013, elle rejoint TMC pour des émissions musicales comme Disques d'Or, En chansons ainsi que Le Grand Bêtisier.
Durant la saison 2014-2015, elle anime la matinale de Chérie FM de 6h à 9h en compagnie de Vincent Cerutti,.
Durant l'été 2015, l'animatrice est aux commandes des tirages du Loto et de l'Euro Millions sur TF1.
En avril-mai 2016, elle rejoint D8 pour animer en direct cinq prime-time de la 12e saison de la Nouvelle Star .
À partir du 10 septembre 2016, elle présente L'Hebdo cinéma sur Canal +.
Le concert présenté par Laurie Cholewa Leurs voix pour l'espoir, enregistré à l'Olympia le 21 septembre 2016, est diffusé le 4 novembre 2016 sur CStar et rassemble 159 000 téléspectateurs.
Elle présente avec Laurent Weil une émission spéciale le 24 février 2017 intitulée En route pour les César 2017, puis coprésente avec lui, en mai, Canal + de Cannes tous les soirs pendant le Festival de Cannes.
À compter de la saison radiophonique 2021-2022, elle succède au journaliste Matthieu Charrier à l'animation de l'émission Clap, rendez-vous cinéma du samedi sur l'antenne d'Europe 1.

## Résumé de carrière

### Publications
- 2016 : Un jour, les autres c'est nous de Karen Assayag-Ghanem et Marion Chamak (Préface de Laurie Cholewa)
- 2017 : Menteuse ! de Laurie Cholewa
- 2022 : Rose, Niels et le Poupounou dans la jungle de Laurie Cholewa
- 2022 : 100 films coups de coeur de Laurie Cholewa

### Discographie
- 2014 : Unissons nos voix (collectif Les Voix des Femmes)
- 2015 : No Woman No Cry (collectif Les Voix des Femmes)
- 2016 : Indépendantes (collectif Les Voix des Femmes)
- 2020 : Et demain ? (Et demain ? Le collectif)

### Parcours en radio
- 2014-2015 : coanimatrice du 7h-9h sur Chérie FM, avec Vincent Cerutti
- 2016 : coanimatrice (une seule fois) du Meilleur des réveils sur RFM, avec Elodie Gossuin
- 2017-2020 : chroniqueuse cinéma le mardi dans le 17h-20h sur RFM
- 2017 : animatrice du Meilleur de Noël sur RFM
- Depuis 2021 : animatrice de l'émission Clap sur Europe 1

### Animatrice de télévision

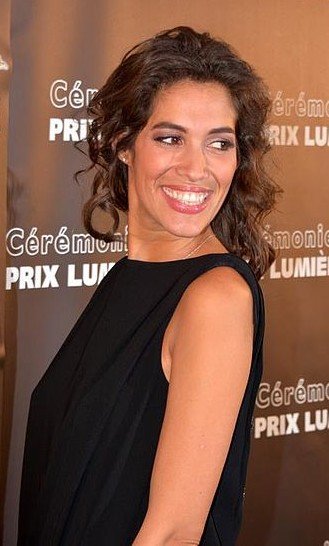
Laurie Cholewa à la cérémonie des prix Lumières 2015.

- 2002-2006 : Ciné Cinéma avec Laurent Weil sur Ciné Cinéma
- 2005-2007 : TNT Show sur Direct 8
- 2006 : Morandini ! sur Direct 8 : chroniqueuse
- 2006 : Ciné 8 sur Direct 8
- 2007-2009 : Ça tourne sur Direct 8
- 2008-2009 : L'école des stars sur Direct 8
- 2009 : 2e chance sur Direct 8
- 2010 : Encore une chanson sur France 2
- 2010 : Dans l'univers de ... sur France 2
- 2012-2013 : Vous êtes en direct sur NRJ 12 : chroniqueuse
- 2012 : Le Bêtisier sur Eurosport
- 2013 : Watts sur Eurosport
- 2013 : Tendance Ô sur France Ô
- 2013 : Disques d'or sur TMC
- 2013-2016 : Le Grand Bêtisier sur TMC
- 2015 : En chansons sur TMC
- 2015 : Faites danser le monde sur France Ô avec Raphäl Yem
- 2015 : Tirage du Loto et Tirage de l'Euro Millions sur TF1
- 2016 : Nouvelle Star sur D8
- 2016-2017 : L'Hebdo Cinéma sur Canal +
- 2016-2017 : Leurs voix pour l'espoir sur CStar
- 2017 : En route pour les Césars 2017 avec Laurent Weil sur Canal +
- 2017 : Canal + de Cannes, avec Laurent Weil sur Canal +
- Depuis 2017 : Tchi Tcha sur Canal +
- 2017-2018 : L'info du vrai sur Canal + : chroniqueuse
- 2017 : C'est que de la télé ! sur C8 : chroniqueuse
- 2017-2019 : Les marches du Festival de Cannes sur Canal + avec Laurent Weil
- 2018 : Le Meilleur des César avec Laurent Weil sur Canal +
- 2019, 2021, 2022, 2024 : Leurs voix pour l'espoir sur C8
- 2020-2025 : Les marches des César sur Canal + (avec Laurent Weil en 2020 et 2021)
- 2021-2022 : Cérémonie des Lumières sur Canal + (avec Laurent Weil en 2021)
- 2021 : chronique cinéma sur CNews
- 2021 : Rencontre de cinéma sur Canal +
- Depuis 2022 : Off sur C8 (2022-2025) puis sur CStar (depuis 2025)
- Depuis 2023 : Coup de cœur sur Canal +
- Depuis 2023 : Têtàtête(s) sur Canal +